# Reserva nacional Los Queules
La Reserva Nacional Los Queules está ubicada en la comuna Pelluhue, región del Maule, Provincia de Cauquenes, Chile. Fue creada el 14 de marzo de 1995 para proteger una zona de bosque maulino que incluye queule o hualhual (Gomortega keule), una especie en peligro de extinción.

## Vegetación

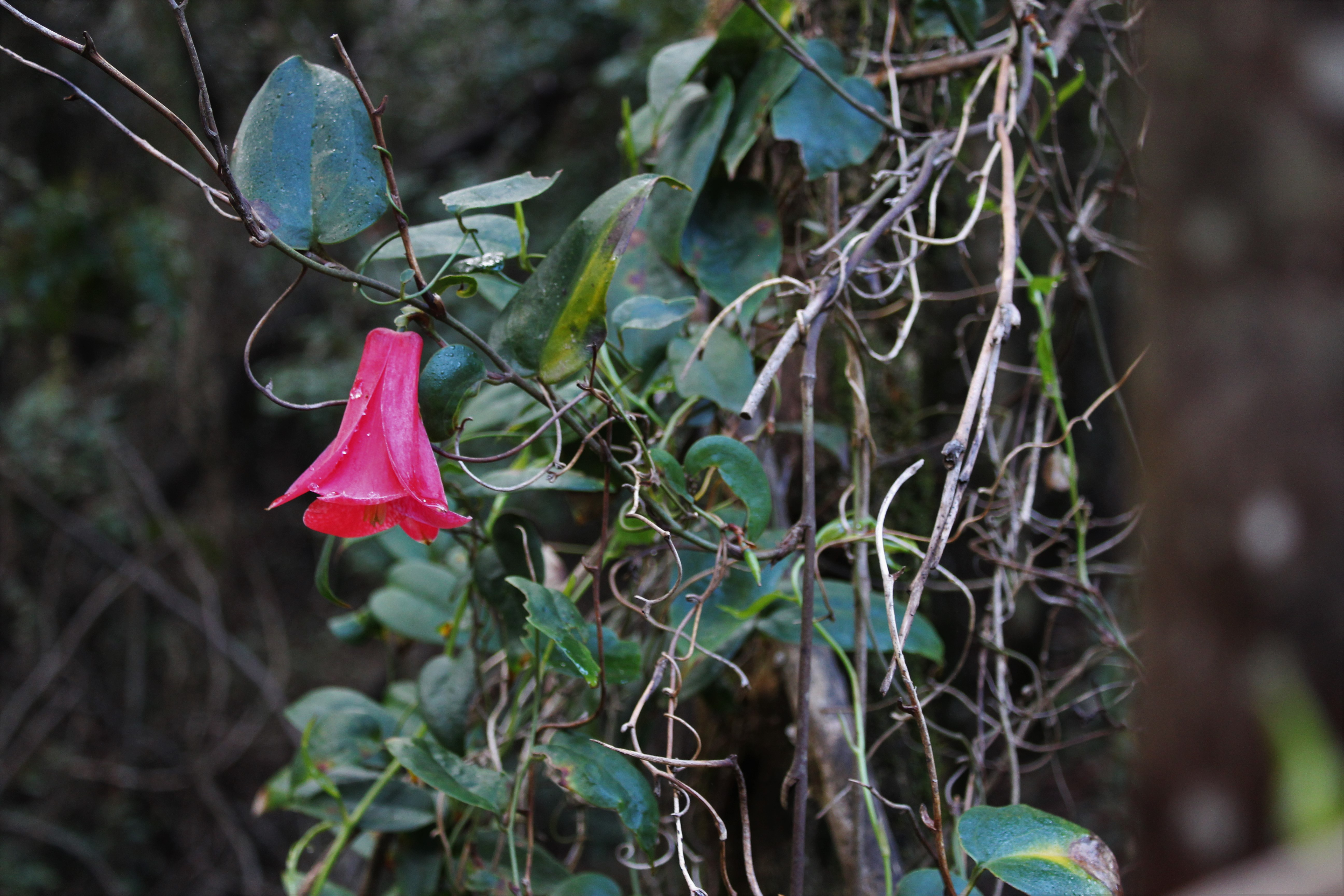
La Reserva nacional Los Queules se creó para proteger al queule (Gomortega keule), especio en peligro de extinción, que ha visto reducida su hábitat por la fragmentación de su área de distribución.

La reserva tiene una superficie de 147 hectáreas cubierta por vegetación boscosa con árboles de gran tamaño. Incluye varias especies en peligro de extinción: además del queule también el pitao (Pitavia punctata y michay rojo (Berberidopsis corallina). Otras especies en la reserva son el hualo (Nothofagus glauca), coigüe (Nothofagus dombeyi), laurel (Laurelia sempervirens), bollén (Kageneckia oblonga), maitén (Maytenus boaria), peumo (Cryptocarya alba), litre (Lithraea caustica), maqui (Aristotelia chilensis), boldo (Peumus boldus), quillay (Quillaja saponaria), huillipatagua (Citronella mucronata), arrayán (Luma apiculata), lingue (Persea lingue), copihue (Lapageria rosea), chilco (Fuchsia magellanica), mayo (Sophora macrocarpa), entre otras.

## Fauna
La reserva alberga mamíferos como el chingue (Conepatus chinga), quique (Galictis cuja), zorro culpeo (Lycalopex culpaeus), zorro chilla (Pseudalopex griseus) y pudú (Pudu puda). También incluye una diversidad de aves, como el pitío (Colaptes pitius), perdiz (Nothoprocta perdicaria), cachaña (Enicognathus ferrugineus), aguilucho (Buteo polyosoma), cernícalo (Falco sparverius), peuco (Parabuteo unicinctus), tiuque (Milvago chimango), tórtola (Zenaida auriculata), chercán (Troglodytes aedon), chuncho (Glaucidium nanum), tucúquere (Bubo virginianus), zorzal (Turdus falcklandii), loica (Sturnella loyca), tordo (Curaeus curaeus), queltehue (Vanellus chilensis), torcaza (Columba araucana), entre otros.

## Visitantes
Esta reserva recibe una reducida cantidad de visitantes cada año.
| Año         | 2010 | 2011 | 2012 | 2013 | 2014 | 2015 | 2016 | 2017 | 2018 | 2019 | 2020 | 2021 | 2022 | 2023 | 2024 |
| ----------- | ---- | ---- | ---- | ---- | ---- | ---- | ---- | ---- | ---- | ---- | ---- | ---- | ---- | ---- | ---- |
| chilenos    | 315  | 430  | 304  | 213  | 239  | 181  | 241  | 234  | 390  | 363  | 383  | 383  | 68   | 152  | 474  |
| extranjeros | 12   | 12   | 6    | 15   | 2    | 1    | 1    | 2    | 4    | 21   | 0    | 0    | 0    | 0    | 0    |
| Total       | 327  | 442  | 310  | 228  | 241  | 182  | 242  | 236  | 394  | 384  | 383  | 383  | 68   | 152  | 474  |